# Street Fighter: Legacy
 (juillet 2025).
Pour plus de détails, voir Fiche technique et Distribution.
Street Fighter: Legacy est un court métrage britannique réalisée par Joey Ansah et Owen Trevor et sorti en 2010.

## Fiche technique
- Titre : Street Fighter: Legacy
- Réalisation : Joey Ansah et Owen Trevor
- Scénario : Joey Ansah et Christian Howard
- Musique : Patrick Gill
- Photographie : Christopher Sabogal
- Montage : Guy Savin
- Production : Jacqueline Quella
- Société de production : Streetlight Films
- Pays :  Royaume-Uni
- Genre : Action
- Durée : 4 minutes
- Dates de sortie : 
  -  États-Unis : 2 mai 2010

## Distribution
- Jon Foo : Ryu
- Christian Howard : Ken Masters
- Joey Ansah : Akuma